# Fabián Coelho
Walter Fabián Coelho Alves (ur. 20 stycznia 1977 w Artigas) – urugwajski piłkarz występujący na pozycji pomocnika. Zawodnik klubu El Tanque Sisley.

## Kariera klubowa
Coelho zawodową karierę rozpoczynał w 1997 roku w zespole Club Nacional. Jego barwy reprezentował przez 10 sezonów. W tym czasie zdobył z nim 6 mistrzostw Urugwaju (1998, 2000, 2001, 2002, 2005, 2006). W 2006 roku odszedł do Miramaru Misiones, w którym spędził pół roku.
Na początku 2007 roku Coelho podpisał kontrakt z hiszpańskim Elche CF. W Segunda División zadebiutował 7 stycznia 2007 roku w zremisowanym 1:1 pojedynku z Cádiz CF. 9 września 2007 roku w zremisowanym 1:1 spotkaniu ze Sportingiem Gijón strzelił pierwszego gola w Segunda División. Przez 1,5 roku w barwach Elche rozegrał 45 spotkań i zdobył 2 bramki.
W połowie 2008 roku wrócił do Urugwaju, gdzie został graczem Centralu Español. Grał w nim przez 2 lata. W 2010 roku odszedł z klubu na wolny transfer. W lutym 2011 roku podpisał kontrakt z El Tanque Sisley. Zadebiutował tam 13 marca 2011 roku w wygranym 1:0 meczu rozgrywek Primera División Uruguaya z Centralem Español.

## Kariera reprezentacyjna
W reprezentacji Urugwaju Coelho zadebiutował 17 grudnia 1997 roku w wygranym 4:3 Pucharu Konfederacji z RPA (4:3). Było to jedyne spotkanie, w którym wystąpił podczas tamtego Pucharu Konfederacji. Tamten turniej Urugwaj zakończył na 4. miejscu.
W 1999 roku Coelho znalazł się w zespole na Copa América. Na tym turnieju, zakończonym przez Urugwaj na 2. miejscu, wystąpił w meczach z Kolumbią (0:1), Ekwadorem (2:1), Argentyną (0:2), Paragwajem (1:1, 5:3 w rzutach karnych), Chile (1:1, 5:3 w rzutach karnych) i Brazylią (0:3).
W latach 1997–2000 w drużynie narodowej Coelho rozegrał w sumie 16 spotkań i zdobył 1 bramkę.